# Poprádremete
Poprádremete (1899-ig Mnisek, szlovákul: Mníšek nad Popradom, németül: Remz, korábban Einsiedl) község Szlovákiában, az Eperjesi kerület Ólublói járásában. Közúti határátkelőhely Nowy Sącz felé.

## Fekvése
Ólublótól 15 km-re északra, a lengyel határ mellett, a Poprád bal partján fekszik. Pilhót csatolták hozzá. További településrészei: Brestovky, Kače, Medzibrodje, Pilhovcík, Skalná és Zľabina.

## Története
A település a 14. század elején keletkezett, 1323-ban „Heremitoris” néven említik először. 1364-ben „Heremita” néven bukkan fel. Az ólublói uradalom része volt. 1412 és 1772 között a 13 szepesi várossal együtt zálogként Lengyelország része volt. 1412-ben egy útmenti kocsma volt a településen. A 16. század első felében a vlach jog alapján ruszin pásztornépekkel telepítették be.
A 19. század közepén területén nagyolvasztó épült. A vasművet az 1840-es években Karol Heyssl vásárolta meg. Lakói főként erdei munkákkal foglalkoztak.
Fényes Elek 1851-ben kiadott geográfiai szótárában így ír a faluról: „Mnissek, pusztai tót és német falu, Szepes vmegyében, épen a határszélen, ugy hogy a helységbőli kilépés, belépés Gallicziába, a sandeczi országutban, saját postahivatallal (1843 óta) postaváltással Lublyó és Sandecz közt. Lakik itt: 70 r. kath., van két urasági épület, harminczad, korcsma, paplak. Templomát az itt folyó Poprád 1813-ki nagy árviz alkalmával aláásván, szétdűlt s most is romokban hever, és csak az oskola használtatik isteni szolgálatra. Urbériség itt nincs; a föld felette sovány, köves, hegyes, csupán zabot és burgonyát terem. Birja a Hellner család. 1847-ben készittetett a sandeczi roppant út, melly Lublyón, Granasztón, Pilkón, Mnisseken által 4 mfd. távolságra, mindig hegyoldalban visz. Ezelőtt csak két hegyfal közt levő patak melletti járatlan köves uton volt a közlekedés Szepes vmegye és Galliczia közt, melly pedig most is igen élénk.”
A vasmű 1867-ig üzemelt. 1876-tól üveggyár, később fűrésztelep működött a községben. A trianoni diktátum előtt Szepes vármegye Ólublói járásához tartozott.

## Népessége
| Év:            | 1994. | 2004.   | 2014.   | 2024.   |
| -------------- | ----- | ------- | ------- | ------- |
| Emberek száma: | 664   | 682     | 647     | 592     |
| Eltérés:       |       | +2,71 % | -5,13 % | -8,50 % |

| Év:            | 2023. | 2024.   |
| -------------- | ----- | ------- |
| Emberek száma: | 596   | 592     |
| Eltérés:       |       | -0,67 % |

1910-ben 449, többségben ruszin lakosa volt, jelentős szlovák kisebbséggel.
2001-ben 702 lakosából 669 szlovák volt.
2011-ben 662 lakosából 645 fő szlovák.

## Nevezetességei
- A Szent Kereszt Felmagasztalása tiszteletére szentelt római katolikus temploma az 1780-as években épült. A háromhajós, késő román stílusú, klasszicista részletekkel épült templomot 1872-ben újították meg.

## Külső hivatkozások
- Hivatalos oldal Archiválva 2008. április 3-i dátummal a Wayback Machine-ben
- Községinfó
- Poprádremete Szlovákia térképén
- E-obce.sk Archiválva 2012. augusztus 30-i dátummal a Wayback Machine-ben